# Galapiat Cirque
Galapiat cirque, créée en 2006,  est une compagnie circassienne française.  

## Description
L'association Galapiat Cirque est fondée en 2006 par des artistes circassiens qui se connus au Centre national des arts du cirque à Châlons-en-Champagne : Sébastien Armengol, Jonas Séradin, Lucho Smit, Sébastien Wojdan, Moïse Bernier et Elice Abonce Muhonen. La rencontre et l’itinérance sont deux éléments essentiels. Les membres ont pour objectif : voyager avec un spectacle, transmettre, apprendre, partager. En 2008, le premier spectacle Risque ZérO est monté. 
En avril 2008, Galapiat Cirque propose à la Mairie de Langueux un spectacle Tant qu'il y aura des Mouettes. À la suite de ce projet, la ville de Langueux et de Grand-Pré et le Domaine départemental de la Roche-Jagu, deviennent le port d'attache de la compagnie. 
En 2011, la Compagnie Galapiat part montrer Risque ZérO en Amérique du Sud pour un voyage de trois mois, avec treize personnes en Argentine et au Chili, à la rencontre des cirques sociaux, des grandes villes et des montagnes. Les échanges sont forts. Galapiat cirque accueille des Argentins et des Chiliens en France, soutient la création d'une école de cirque sociale itinérante. 
En 2016, l’association Galapiat Cirque devient une Société Coopérative d’Intérêt Collectif, avec une quarantaine d'artistes. 
En 2019, Galapiat Cirque retrouve Châlons-en-Champagne pour mettre en place le spectacle On n’est pas là pour sucer des glaces avec les élèves de la 31e promotion du Centre national des arts du cirque,.

## Spectacles
- 2008 : Risque ZérO
- 2012 : Mad in Finland, Sur le Chemin de la route
- 2013 : Marathon, Capilotractées
- 2014 : BOI
- 2015 : Château Descartes, la F.R.A.P. et ParasiteS
- 2016 : C'est quand qu'on va où !?
- 2018 : Attraction Capillaire et l'Herbe Tendre en 2018 et
- 2019 : La Brise de la Pastille, On n’est pas là pour sucer des glaces
- 2020 : L'Âne et la Carotte,